# Gil Brother Away
Jaime Gil da Costa, mais conhecido como Gil Brother Away ou O Away de Petrópolis (Petrópolis, 29 de julho de 1957 – Rio de Janeiro, 3 de dezembro de 2023), foi um ator, comediante, youtuber e ex-dançarino brasileiro. Ficou conhecido por ter participado do grupo humorístico Hermes e Renato da emissora MTV Brasil, onde trabalhou durante 6 anos.
Participou de diversos quadros do programa humorístico interpretando personagens variados como mendigos, traficantes, jornalistas, empresários, advogados e um cozinheiro que possuem como traço comum uma personalidade marcante, intensa e explosiva. Entre suas características estavam a grande capacidade de improviso e a espontaneidade do humor ácido e escrachado. Produziu conteúdos humorísticos na internet.

## Biografia

### Infância e juventude
Nascido em Petrópolis, Jaime Gil é filho de Augusto Carneiro da Costa Filho, maquinista ferroviário, e Vânia Maria Pacheco Costa, dona de casa. Gil era o terceiro mais velho de oito irmãos, sendo três já falecidos. Após seu pai se separar de sua mãe e assumir outra família na capital, Gil passou a vender doces em semáforos entre os 8 e 10 anos de idade, para ajudar no sustento da família, os doces eram feitos por sua mãe. Muitas vezes dormia fora de casa, pois ao chegar em casa sem os doces (que a polícia confiscava na época) e muito menos, o dinheiro, sua mãe não admitia e o expulsava. Após sua mãe perceber o prejuízo que estavam dando os doces e salgadinhos vendidos na rua, aos 11 anos, Jaime começou a trabalhar de lavador de carros e flanelinha na Rua Irmãos D'Angelo, em Petrópolis.

### Início de carreira
Em 1985, Gil voltou a ser lavador de carros e flanelinha na famosa Rua Irmãos D'Angelo, no centro de Petrópolis. Quando conseguiu confiança com seus clientes, arrumou o dinheiro necessário para comprar um rádio, o "instrumento" que faltava para ele começar a fazer seus próprios shows de dança nas ruas. Fazia sua famosa dança ao som do funk de artistas como James Brown. Away fazia shows em estabelecimentos comerciais e muito frequentemente em rodoviárias, afirmando que quando terminava seu "espetáculo", pedia gorjeta ao público, mas muitas vezes policiais ou mesmo seguranças o expulsavam nesta hora.
Mesmo trabalhando honestamente, a polícia cismara com ele. Prendiam e castigavam com agressões o prodígio dançarino. Sobre seu problema na visão do olho esquerdo, Gil afirma que houve um deslocamento de retina, por causa de brigas nas ruas e até mesmo com a agressão da própria polícia. Gil não enxergava com o olho esquerdo e tinha apenas 40% da visão do direito.
Away era uma das figurinhas mais repetidas dos famosos "bailes da pesada", onde o funk e a soul music americanas reinavam por todo o país. Os bailes reuniam pessoas de diversas classes sociais, e Away era muitas vezes convidado para se apresentar nos palcos, pois era um ótimo dançarino. Os bailes tiveram seu auge na década de 70 e acabaram na década de 80.
Jaime Gil recebeu o famoso apelido "Away" de um cliente na rua, e que gritou "Aí Brother Away!". O termo ficou, pegou e Gil o adotou.

## Carreira artística

### 2002–08:Hermes & Renato
Gil era amigo de infância dos pais dos integrantes do grupo Hermes & Renato. Os líderes do grupo, que residiam em Petrópolis na época, descobriram Gil lavando carros em 2002 na mesma cidade e o convidaram para participar de uma chamada para a MTV Brasil (emissora do programa na época). Gil aceitou em troca de comida.
Após a chamada ser um sucesso, o grupo decidiu convidar o até então flanelinha para um episódio num quadro, o que foi um sucesso de audiência. Depois do indiscutível sucesso de Gil Brother, o grupo resolveu contratar Away e o levaram para trabalhar em São Paulo. Participando de inúmeros outros quadros até conquistar seu próprio espaço. Representou personagens importantes nas diversas novelas humorísticas, mas ganhou projeção ao atuar nos seus quadros próprios, como o Drops Away Nilzer e mais posteriormente na Cozinha do Away.
No final do ano de 2008, abandonou o programa. Em entrevista concedida à revista Trip, Away conta que se desentendeu com os outros membros do grupo principalmente por nunca ter recebido salário que merecia enquanto trabalhava no Hermes & Renato. Ele conta também detalhes de como era tratado, e de um episódio que gerou a gota final para sua saída do grupo. Por sua vez, o grupo rebateu as acusações de Gil num vídeo-resposta em março de 2011. Até hoje, ninguém descobriu o que realmente aconteceu para o desligamento do humorista do programa. Os integrantes afirmam que sempre ajudaram Gil. O Away moveu um processo contra o grupo na justiça. Gil Brother diz que ficou "traumatizado com a mídia" após esse episódio com o grupo.
Em 2008, por motivos contratuais, Gil Brother se desligou da emissora MTV. Desde então o humorista vinha vivendo a sua “vida em preto e branco” na sua cidade natal. Milhares de fãs pelo Brasil lamentaram sua saída e através da internet fizeram várias manifestações pela sua volta. Algumas emissoras de TV o procuraram para tentar um acordo, porém o humorista se recusou, já que nestes veículos perderia sua identidade em virtude da censura.

### 2011–13:Canal Away
No início de 2011, Mateus Tavares, sócio e funcionário da produtora Jigsaw Produções que acompanhava toda a trajetória do artista, resolveu fazer a proposta de criação de uma Plataforma Web, que além de trazer o grande comediante novamente à mídia, realizaria a produção e criação de uma série de produtos. Após apresentar a proposta a Gil Brother, o artista aceitou, pois além de trabalhar nas condições que desejava, ele teria a liberdade de expressão para continuar com suas características e personalidade. Tavares então criou o Canal Away.
Em abril de 2013, a produtora Jigsaw cancelou o projeto, alegando falta de comprometimento do artista com esta, e Gil também se pronunciou, alegando falta de honestidade do proprietário da empresa. O último acontecimento que resultou no fim da produção do canal foi o fato de Gil se negar a realizar os shows que tinham sido marcados em São Paulo, por não saber ao certo sobre os valores contratados, já que ele receberia 50%. Entretanto, a produtora afirmou que não cobraria os direitos autorais do canal e nem das redes sociais, caso outra pessoa ou empresa fossem produzir Gil e o Canal Away.

#### 2013–14: O fim, a segunda chance e a extinção doCanal Away
Após três meses do encerramento do trabalho, a produtora e Gil Brother se uniram novamente, em função dos protestos no Brasil em 2013, entretanto a união só durou até 2014, devido a novos problemas envolvendo o Gil Brother e a produtora Jigsaw, que fizeram a parceria se dissolver definitivamente.
Away também participou do programa Mundo Canibal TV, no canal a cabo Multishow.

### 2015–23: CanalGil Brother Away
Em abril de 2015, Gil dá retorno ao seu canal, dessa vez nomeado "Gil Brother Away". Assim, passou a produzir vídeos de vlogs, críticas e outros assuntos. Desde então, fez participações em vários programas humorísticos, dentre eles Pânico na Band e The Noite com Danilo Gentili.

## Vida pessoal

### Saúde e morte
Em 23 de maio de 2023, Gil foi internado após sofrer um AVC decorrente de uma queda sofrida na residência onde morava com seu sobrinho, Willian Passos. Seu sobrinho abriu um projeto na plataforma Vakinha, com o intuito de financiar o tratamento e o bem-estar do humorista. Faleceu na noite do dia 3 de dezembro aos 66 anos, no Hospital Eduardo Rabello no Rio, onde estava internado. A notícia foi confirmada pelo perfil do artista nas redes. Ele havia sido diagnosticado com câncer de próstata e na bexiga, posteriormente ao AVC. Seu corpo foi enterrado no Cemitério de Santo Aleixo, em Magé, na Baixada Fluminense. A cerimônia contou com familiares, amigos e fãs do humorista.
Seu falecimento foi lamentado por Jair Bolsonaro, nas plataformas oficiais do ex-presidente. Foi homenageado nas redes sociais do grupo Hermes e Renato.

## Trabalhos

### Cinema
| Ano  | Filme         | Papel   |
| ---- | ------------- | ------- |
| 2014 | Copa de Elite | Mendigo |

### Televisão
| Ano       | Programa         | Papel       | Emissora  |
| --------- | ---------------- | ----------- | --------- |
| 2002-2008 | Hermes & Renato  | Vários      | MTV       |
| 2013      | Mundo Canibal TV | Away Nilzer | Multishow |

### Internet
| Ano       | Programa         | Papel  | Plataforma |
| --------- | ---------------- | ------ | ---------- |
| 2011-2014 | Canal Away       | Vários | YouTube    |
| 2015-2023 | Gil Brother Away | Vários | YouTube    |